# Syritta albopilosa
Syritta albopilosa är en tvåvingeart som beskrevs av Lyneborg och Barkemeyer 2005. Syritta albopilosa ingår i släktet kompostblomflugor, och familjen blomflugor.
Artens utbredningsområde är Tanzania. Inga underarter finns listade i Catalogue of Life.